# فرودگاه وارگینها
فرودگاه وارگینها (به انگلیسی: Varginha Airport) (به زبان بومی: Aeroporto Major-Brigadeiro Trompowsky) یک فرودگاه همگانی مسافربری با کد یاتا VAG است که یک باند فرود آسفالت دارد و طول باند آن ۱۵۰۰ متر است. این فرودگاه در کشور برزیل قرار دارد و در ارتفاع ۹۲۲ متری از سطح دریا واقع شده است.